# 天祐 (大理)
天祐（てんゆう）は、大理国の段正明の時代に使用された元号。1091年 - 1094年。